# Высота принятия решения
Высота́ приня́тия реше́ния (ВПР) — минимальная высота, с которой летательный аппарат может безопасно прервать процедуру посадки и принять решение об уходе на второй круг. Заход может быть прерван, если:
- до пролёта высоты принятия решения (ВПР) не установлен визуальный контакт с огнями приближения или другими наземными ориентирами, а также если после пролёта ВПР такой контакт потерян;
- до установления визуального ориентира срабатывает сигнализация прохода высоты принятия решения или сигнал опасного сближения с землёй;
- не соблюдаются ограничения эксплуатационных минимумов для данного аэродрома;
- к моменту пролёта ВПР ветер у земли (с учётом порывов) или коэффициент сцепления не соответствует установленным ограничениям;
- видимость в условиях ливневого дождя менее 1000 м, если иное не установлено РЛЭ;
- для выдерживания установленной глиссады (см. Курсо-глиссадная система) требуется использование режима работы двигателей выше номинального, если иное не предусмотрено РЛЭ;
- отклонение от заданной траектории, скорости и вертикальной скорости превышают установленные ограничения;
- до пролёта ВПР или достижения минимальной высоты снижения не получено разрешение на посадку;
- появилось препятствие или стая птиц на траектории захода или на ВПП;
- по другим причинам не может быть обеспечено безопасное выполнение посадки.

Чаще всего высота принятия решения составляет 60 м (для категории захода I), но зависит от типа и категории захода на посадку.

## Нормативные документы
Согласно ФАП:

ВПР — высота, установленная для точного захода на посадку, на которой должен быть начат манёвр ухода на второй круг в случае, если до достижения этой высоты командиром воздушного судна не был установлен необходимый визуальный контакт с ориентирами для продолжения захода на посадку или положение воздушного судна в пространстве или параметры его движения не обеспечивают безопасности посадки.

ФАП также регламентирует значения высоты принятия решения в зависимости от типа точного захода на посадку.
Так, для категории I значение составляет не менее 60 м, II — менее 60, но не менее 30, IIIA — менее 30, IIIB — менее 15, IIIC — без ограничений.

## Оценка
Правила проведения оценки готовности к посадке регламентируются РЛЭ воздушного судна, Инструкцией по взаимодействию в экипаже или эквивалентными документами.
Обычно за 30 м до высоты принятия решения командиру воздушного судна (КВС) следует запрос: «Оценка?», тогда он обязан оторвать взгляд от приборов, установить визуальный контакт с землёй и оценить возможность безопасного выполнения посадки. Через 6-7 секунд после первого вопроса следует вопрос: «Решение?», после чего КВС должен окончательно принять решение, сажать самолёт или уходить на второй круг.
В случае если это решение КВС не принято, выполнить манёвр прерванного захода на посадку обязан второй пилот.

## Абсолютная и относительная ВПР
Высота принятия решения может быть абсолютной, то есть отсчитанной от среднего уровня моря, и относительной, то есть отсчитанная от превышения порога ВПП.

## Минимальная высота снижения
Существует сходное с ВПР понятие — минимальная высота снижения, которое применяется при неточных заходах на посадку. По определению ФАП:

Минимальная высота снижения — высота, установленная для неточного захода на посадку, ниже которой снижение не может производиться без необходимого визуального контакта с ориентирами.